# Miska Ylitolva
Miska Ylitolva (Espoo, 23 maggio 2004) è un calciatore finlandese, difensore dell'HJK e della nazionale finlandese.

## Caratteristiche tecniche
È un terzino destro.

## Carriera

### Club
È cresciuto nel settore giovanile del RoPS, che lo ha assegnato alla propria seconda squadra nel 2020. Ha debuttato in prima squadra il 6 febbraio 2021 nell'incontro di Suomen Cup vinto 2-1 contro il Jaro.
Il 20 gennaio 2022 ha firmato con l'HJK, che lo ha assegnato al Klubi 04, con cui ha iniziato la stagione in Kakkonen prima di debuttare in Veikkausliiga il 2 aprile successivo, nella vittoria per 1-0 contro l'Honka. Il 17 luglio 2023 è passato in prestito al KTP fino al termine della stagione.

### Nazionale
Ha giocato nelle nazionali giovanili finlandesi Under-16, Under-18, Under-19 ed Under-21.
Il 26 marzo 2022 ha debuttato con la nazionale maggiore nell'incontro amichevole pareggiato 1-1 contro l'Islanda.

## Statistiche

### Presenze e reti nei club
Statistiche aggiornate al 6 marzo 2025.
| Stagione        | Squadra         | Campionato      | Campionato | Campionato | Coppe nazionali | Coppe nazionali | Coppe nazionali | Coppe continentali | Coppe continentali | Coppe continentali | Altre coppe | Altre coppe | Altre coppe | Totale | Totale | Totale |
| Stagione        | Squadra         | Comp            | Pres       | Reti       | Comp            | Pres            | Reti            | Comp               | Pres               | Reti               | Comp        | Pres        | Reti        | Pres   | Reti   |        |
| --------------- | --------------- | --------------- | ---------- | ---------- | --------------- | --------------- | --------------- | ------------------ | ------------------ | ------------------ | ----------- | ----------- | ----------- | ------ | ------ | ------ |
| 2020            | RoPS II         | K               | 9          | 0          | -               | -               | -               | -                  | -                  | -                  | -           | -           | -           | 9      | 0      |        |
| 2021            | RoPS II         | K               | 14         | 2          | -               | -               | -               | -                  | -                  | -                  | -           | -           | -           | 14     | 2      |        |
| Totale RoPS II  | Totale RoPS II  | Totale RoPS II  | 23         | 2          |                 | -               | -               |                    | -                  | -                  |             | -           | -           | 23     | 2      |        |
| 2021            | RoPS            | Y               | 16+1       | 0          | CF              | 3               | 0               | -                  | -                  | -                  | -           | -           | -           | 20     | 0      |        |
| 2022            | Klubi 04        | K               | 6          | 0          | -               | -               | -               | -                  | -                  | -                  | -           | -           | -           | 6      | 0      |        |
| 2023            | Klubi 04        | K               | 3          | 0          | -               | -               | -               | -                  | -                  | -                  | -           | -           | -           | 3      | 0      |        |
| 2022            | HJK             | VL              | 4          | 0          | CF+CdL          | 0+3             | 0               | UCL+UEL            | 0                  | 0                  | -           | -           | -           | 7      | 0      |        |
| 2023            | HJK             | VL              | 4          | 0          | CF+CdL          | 1+0             | 0               | UCL+UECL           | 0                  | 0                  | -           | -           | -           | 5      | 0      |        |
| 2023            | KTP             | VL              | 11         | 0          | CF+CdL          | 0               | 0               | -                  | -                  | -                  | -           | -           | -           | 11     | 0      |        |
| 2024            | HJK             | VL              | 6          | 0          | CF+CdL          | 0+2             | 0               | UCL+UECL           | 1+9                | 0+1                | -           | -           | -           | 18     | 0      |        |
| 2025            | HJK             | VL              | 0          | 0          | CF+CdL          | 0+3             | 0+2             | -                  | -                  | -                  | -           | -           | -           | 3      | 2      |        |
| Totale carriera | Totale carriera | Totale carriera | 74         | 2          |                 | 12              | 2               |                    | 10                 | 0                  |             | -           | -           | 96     | 4      |        |

### Cronologia presenze e reti in nazionale
| Cronologia completa delle presenze e delle reti in nazionale ― Finlandia | Cronologia completa delle presenze e delle reti in nazionale ― Finlandia | Cronologia completa delle presenze e delle reti in nazionale ― Finlandia | Cronologia completa delle presenze e delle reti in nazionale ― Finlandia | Cronologia completa delle presenze e delle reti in nazionale ― Finlandia | Cronologia completa delle presenze e delle reti in nazionale ― Finlandia | Cronologia completa delle presenze e delle reti in nazionale ― Finlandia | Cronologia completa delle presenze e delle reti in nazionale ― Finlandia |
| Data                                                                     | Città                                                                    | In casa                                                                  | Risultato                                                                | Ospiti                                                                   | Competizione                                                             | Reti                                                                     | Note                                                                     |
| ------------------------------------------------------------------------ | ------------------------------------------------------------------------ | ------------------------------------------------------------------------ | ------------------------------------------------------------------------ | ------------------------------------------------------------------------ | ------------------------------------------------------------------------ | ------------------------------------------------------------------------ | ------------------------------------------------------------------------ |
| 26-3-2022                                                                | Murcia                                                                   | Finlandia                                                                | 1 – 1                                                                    | Islanda                                                                  | Amichevole                                                               | -                                                                        | 73’                                                                      |
| 29-3-2022                                                                | Murcia                                                                   | Finlandia                                                                | 0 – 2                                                                    | Slovacchia                                                               | Amichevole                                                               | -                                                                        | 85’                                                                      |
| Totale                                                                   |                                                                          | Presenze                                                                 | 2                                                                        |                                                                          | Reti                                                                     | 0                                                                        |                                                                          |

## Palmarès

### Club

#### Competizioni nazionali
- Coppa di Lega finlandese: 1

HJK: 2023
- Campionato finlandese: 1

HJK: 2023